# 寶州 (黔州都督府)
寶州（珤州、瑤州）是唐宋的一個羈縻州，萬歲通天二年以昆明夷內附置。其轄地在今貴州省大方縣威寧縣境附近一帶地方，是招撫當地土著所設置的州縣，一般由其頭人任州官，唐代屬黔州都督府，宋代屬夔州路紹慶府。